# Brody (gmina w województwie bielskim)
Brody (od 1976 Kalwaria Zebrzydowska) – dawna gmina wiejska istniejąca do 1934 roku i w latach 1973–1976 w woj. krakowskim i bielskim (obecnie woj. małopolskie). Siedzibą władz gminy były Brody.
Gmina jednostkowa Brody istniała za II RP od 23 grudnia 1920 do 31 lipca 1934 roku w woj. krakowskim (powiat wadowicki). 1 sierpnia 1934 roku została włączona do nowo utworzonej gminy zbiorowej Kalwaria Zebrzydowska.
Gminę zbiorową Brody utworzono 1 stycznia 1973 roku (jak wcześniej, przynależała do powiatu wadowickiego woj. krakowskiego). 1 czerwca 1975 znalazła się w nowo utworzonym woj. bielskim.
2 lipca 1976 roku siedziba gminy została przeniesiona z Brodów do miasta Kalwaria Zebrzydowska, z jednoczesną zmianą nazwy gminy na gmina Kalwaria Zebrzydowska.